# Ploëzal-Runan
Ploëzal-Runan est une ancienne commune des Côtes-d'Armor par fusion des communes de Ploëzal et Runan. Elle est créée le 1er avril 1973 puis supprimée le 1er septembre 1986, date à laquelle les deux communes sont rétablies.

## Histoire
Par arrêté préfectoral en date du 2 mars 1973, les communes de Ploëzal et Runan se regroupent sous le statut de la fusion-association. Officiellement créée le 1er avril 1973, Joseph Le Saint en devient le premier (et unique) maire et Louis Le Gall, ancien premier édile de Runan, est désigné maire délégué.
Le 1er septembre 1986, suite à un arrêté du 18 juin 1986, les deux communes retrouvent leur autonomie.

## Politique et administration

### Liste des maires
| Période    | Période        | Identité        | Étiquette | Qualité |
| ---------- | -------------- | --------------- | --------- | ------- |
| avril 1973 | septembre 1986 | Joseph Le Saint | PCF       | Artisan |

## Démographie
| 1975  | 1982  |
| ----- | ----- |
| 1 686 | 1 526 |